# دیمین پیزارو
دیمین پیزارو (انگلیسی: Damián Pizarro؛ زادهٔ ۲۸ مارس ۲۰۰۵) بازیکن فوتبال است.
وی همچنین در تیم‌های ملی فوتبال المپیک شیلی و شیلی بازی کرده‌است.